# Chiesa di San Tommaso (Lucca)
La chiesa di San Tommaso in Pelleria è un luogo di culto cattolico di Lucca che si trova nella via omonima.

## Storia e descrizione
Presenta l'assetto acquistato in seguito alla radicale ricostruzione avvenuta tra il XII e XIII secolo. Ha struttura a navata unica con paramento in laterizio tranne che in facciata, rivestita in calcare bianco. Il portale reca una decorazione a tralci rigonfi riferibile a una maestranza di Guidetto. 

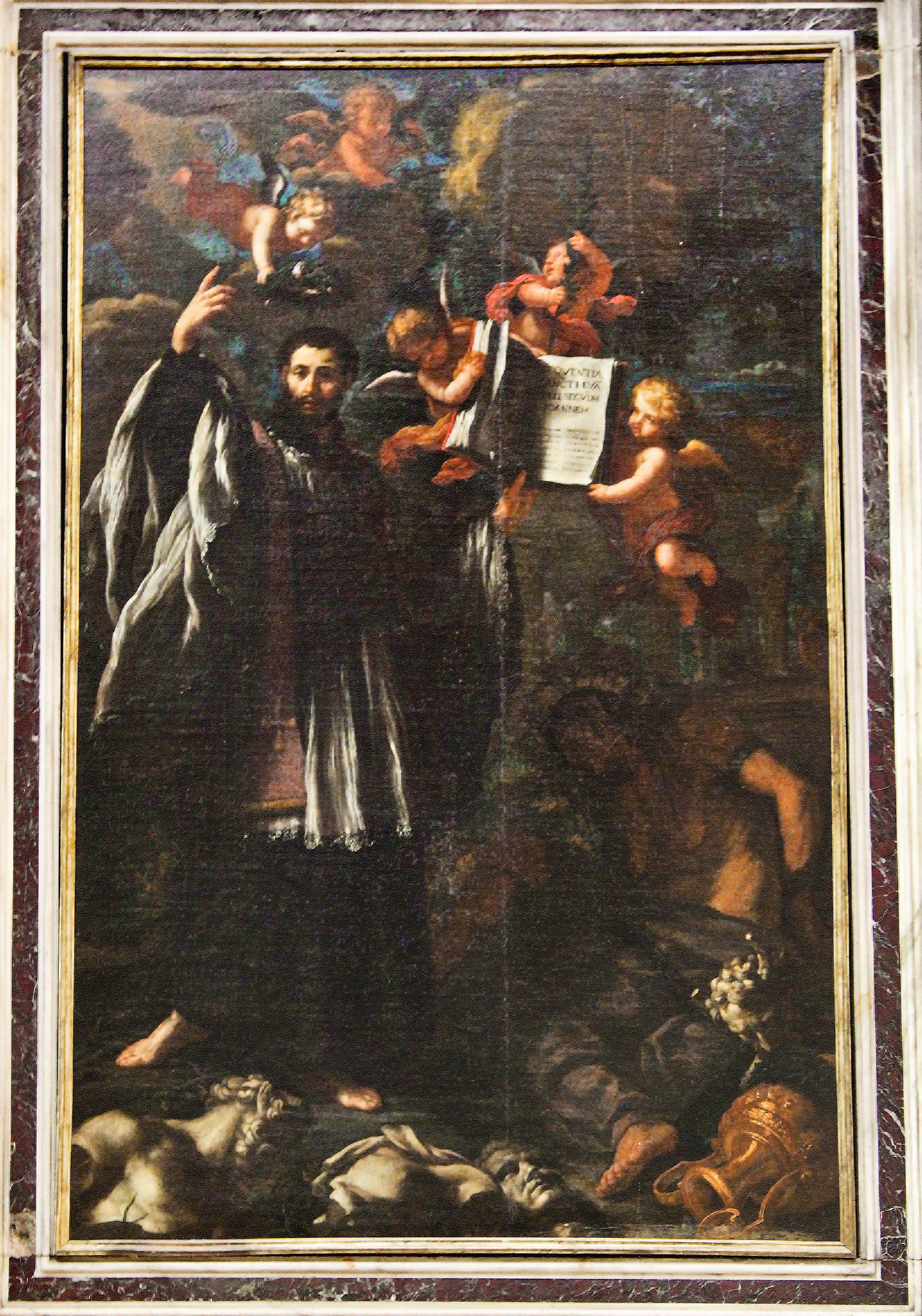
Antonio Franchi, San Francesco trionfante sull'Eresia

L'interno è stato totalmente trasformato tra Sei e Settecento; di questa fase restano opere di alcuni tra i più interessanti pittori attivi a Lucca, come il Sant'Antonio da Padova di Gian Domenico Ferrucci, e il San Francesco Saverio trionfante sull'eresia di Antonio Franchi, del 1663-1664. Nel presbiterio sono tre grandi tele di Giovanni Coli e di Filippo Gherardi, l'Immacolata Concezione, l'Incredulità di san Tommaso e il Martirio di san Tommaso. 
Il piccolo campanile ospita un concerto di 4 campane intonate in scala di Si3, completamente manuali, fuse dalla Fonderia Magni nel 1949. Inoltre, al piano sottostante la cella campanaria, è presente una piccola campanella fuori concerto che, a differenza delle altre, è dotata di un impianto di automazione. Essa è stata fusa anch’essa dalla Fonderia Magni ma nel 1886 e reca l’immagine di santa Flora, alla quale è dedicata la campana.